# تون جبغو خان
تون جبغو خان یا تونشخو خان بزرگ خاقانات غربی ترک بین سال‌های ۶۱۸ میلادی تا ۶۳۰ میلادی بود. طبق روایات مآخذ، «تون جبغو خان دلیر و دانشمند بود و در همه گونه نبردها پیروز می‌شد.» در سال ۶۱۸ میلادی در عهد تونشخو یا تون جبغو خان حاکم خاقانات ترک غربی اصلاحاتی اعلان گردید که طبق آن خاقان مذکور تمام حاکمان محلی را والیان خود خوانده، به همهٔ آن‌ها عنوان داد. در سیاست او زوری با زاری توأم استفاده می‌شد مثلاً یکی از تواناترین حاکمان سمرقند را به دامادی خود درآورد. زمانی که سپهسالار ایران سمبات بگراتونی به هیتالیان حمله برد، تونشخو به مدد آنان آمد و پادگان ایرانی مجبور به عقب‌نشین شد. بدین ترتیب تمام تخارستان از سلطهٔ ساسانیان خارج شد.
گرفتاری‌های خسرو پرویز شاه ساسانی و پیکارهای او در غرب با روم شرقی سبب شده بود که وی نتواند چنان‌که باید به اقدام‌های لازم در امور مرزهای شرقی دست زند. بدین روال طی سال‌های ۶۲۰ تا ۶۳۰ میلادی، مرزهای شرقی ایران بی‌دفاع ماند. آنچه در مآخذ آورده‌اند که تونشخو فارس را اشغال کرد به همین معنی می‌باشد. سپس تونشخو جنوب افغانستان را تسخیر کرد و به همین ترتیب تمام شمال و غرب پاکستان معاصر به تصرف ترک‌ها درآمد یا حداقل به ترک‌ها مطیع گردید. تونشخو در سال ۶۳۰ میلادی وفات یافت. بعد از مرگ او وضعیت خاقانی غربی ترک بی‌ثبات شد و جنگ و جدال، آشوب و فتنه بین اشراف بر سر نواحی زراعت پرور آسیای میانه فلاکت بسیاری آورد و تاراج و غارت و تاخت و تاز ابعاد گسترده پیدا کرد. تون جبغو خان بدست یکی از خویشاوندان خود به قتل رسید.

## سقوط دژ دربند

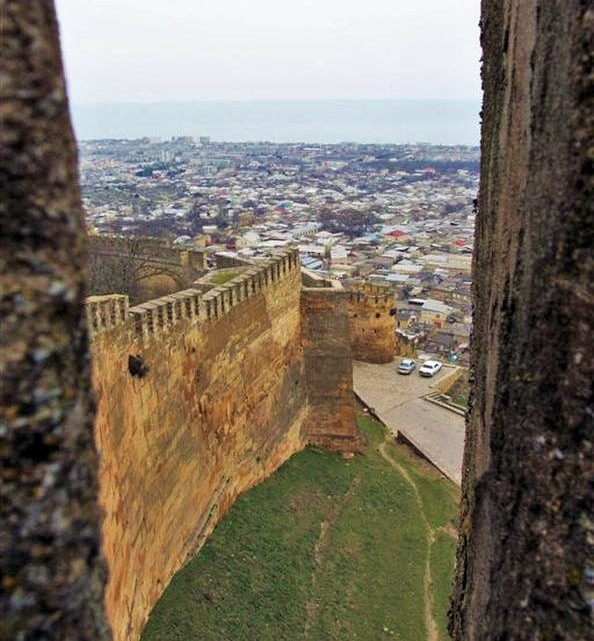
حصار دربند در قفقاز

استحکامات دربند دیوار سنگی بسیار بلندی بود که در زمان خسرو انوشیروان ساخته شد. طول آن چهل کیلومتر و از کوهستان تا کرانهٔ دریای مازندران امتداد داشت و خط دفاعی بسیار مستحکمی در برابر سواران مهاجم به‌شمار میامد.
این دیوار که از تخته سنگ‌های بسیار بزرگ ساخته شده بود، هیجده تا بیست متر ارتفاع داشت. ۳۰ برج برفراز این دیوار قرار گرفته بود. دیوار سه دروازهٔ آهنی داشت که یک دروازهٔ آن به دریا گشوده می‌شد.
در سال ۶۲۶ میلادی خاقانات غربی ترک، جهت حمایت از بیزانس بطرف ایران حمله بردند. در این زمان جنگ شدیدی در جبهه‌های غرب ایران، بین خسرو پرویز و هراکلیوس در جریان بود. ترکان این بار توانستند با فرماندهی خان بزرگ تون جبغو خان، ضمن حملات مداوم و پی در پی خویش خطوط دفاعی دربند را شکسته و به سوی جلگه‌های قفقاز سرازیر شوند.

## تسخیر آران، قفقاز و گرجستان

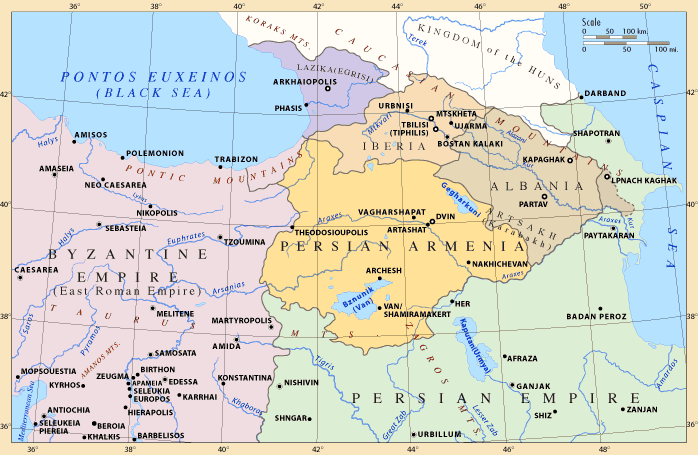
نقشهٔ آلبانی قفقاز و سرزمین ایبری در عهد ساسانی. برای دیدن موقعیت شهر تفلیس بر روی تصویر کلیک کنید.

بعد از سقوط دژ دربند که گذرناپذیر می‌نمود، ترکان آران (آلبانی قفقاز) را تصرف کردند. در پی آران نوبت به گرجستان یا سرزمین ایبری رسید. ترکان و خزران شهر تفلیس (پایتخت گرجستان) را که از مراکز عمدهٔ بازرگانی به‌شمار می‌رفت، محاصره کردند. دیری نپائید که سپاه هراکلیوس امپراتور روم شرقی هم به اردوی ترکان و خزران پیوست. در پای دیوار تفلیس دیدار سران سه سپاه با شکوه فراوان برگزار شد. در این حمله پادگان ایرانی شهر تفلیس، با دلاوری در برابر مهاجمان ایستادگی کرد. هراکلیوس با چهل هزار تن از سپاهیان روم، پای دیوار شهر تفلیس باقی‌ماند ولی تون جبغو خان به علت طولانی شدن مدت محاصره، فرزند خود بوری شاد را به فرماندهی ترکان گمارده و خود بازگشت. این محاصره دو ماه بطول انجامید. سرانجام مهاجمان ناگزیر تفلیس را رها کردند.